# Ferrocarril Oest de Santa Fe
El Ferrocarril Oest Santafesino (F.C.O.S.) o Ferrocarril Oest de Santa Fe era una companyia de capitals argentins que va construir i va operar una línia de ferrocarrils de viarany ample (1,676 m) en el sud de les províncies de Santa Fe i Còrdova, Argentina, al final del segle xix.
L'empresa va ser fundada en 1883 per Carlos Casado del Alisal (el primer president del Banc Provincial de Santa Fe), amb la idea de transportar els productes agrícoles de la seua zona d'influència al port de Rosario sobre el Riu Paraná.
L'estació terminal de ferrocarrils era l'Estació Rosario Oest Santafesino, situat en el sud-est de la ciutat de Rosario, dins de l'actual Parc Urquiza. La línia anava cap a l'oest per l'actual Avinguda Pellegrini, i girava cap al sud-oest al costat de l'actual Avinguda Godoy després del Bulevar Oroño. Passava pel poble de Casilda, conegut en aqueixa època com Colònia Candelaria. El ferrocarril seguia cap al sud de Còrdova, arribant a Creu Alta. Aquesta companyia va fundar diversos pobles.
En l'any 1900 l'empresa va ser comprada per la companyia de capitals britànics Ferrocarril Central Argentí. Aquesta companyia va traslladar els serveis de trens de passatgers a l'Estació Rosario Central, i a l'Estació Rosario Oest Santafesino se li va canviar la denominació per Rosari Est, usant-se exclusivament per a transport de càrrega i bestiar. Es van construir noves vies, eliminant les quals corrien al costat de les avingudes.